# Pseudechis australis
Pseudechis australis là một loài rắn trong họ Rắn hổ. Loài này được Gray mô tả khoa học đầu tiên năm 1842.
Đây là một loài rắn có nọc độc được tìm thấy ở Úc. Đây là một trong những loài rắn có nọc độc dài nhất thế giới và là loài dài thứ hai ở Úc (chỉ vượt qua loài taipan ven biển). Tên phổ biến thay thế của nó là rắn nâu vua, mặc dù nó là một loài trong chi Pseudechis (rắn đen) và chỉ liên quan xa đến rắn nâu thực sự.

## Mô tả
Rắn Mulga là loài rắn lớn, có nọc độc dài tới 2,5 đến 3,0 m trong các mẫu vật lớn nhất, mặc dù 1,5 m (4,9 ft) là chiều dài điển hình hơn đối với một người trưởng thành trung bình. Chúng vượt quá chiều dài giữa những con rắn có nọc độc chỉ thua rắn hổ mang chúa về chiều dài, một số loài mambas châu Phi, chi Lachesis (người đi rừng) thuộc hệ thần kinh Mỹ và taipan Úc. Một con rắn mulga trưởng thành có kích thước tốt, dài từ 2,0 đến 2,5 m (6,6 đến 8,2 ft) có thể nặng từ 3 đến 6 kg (6,6 đến 13,2 lb) và rắn mulga thường nặng hơn so với taipans xảy ra. Màu sắc của loài rắn này khác nhau từ khu vực này đến khu vực khác trong phạm vi của chúng; chúng có thể là một màu nâu nhạt trên sa mạc đến một màu tối, nâu đen ở các khu vực mát mẻ của Queensland, Nam Úc và New South Wales. Loài rắn này mạnh mẽ, với cái đầu rộng và mõm mịn.
Số lượng và cách sắp xếp các vảy trên cơ thể rắn là yếu tố chính để nhận dạng cấp loài.

### Nọc độc
Rắn Mulga chiếm 4% số nạn nhân bị rắn cắn được xác định ở Úc từ năm 2005 đến 2015, không có trường hợp tử vong nào được ghi nhận. 
Nọc độc của Mulga bao gồm các độc tố.
Nọc độc có liều gây chết trung bình ở chuột (LD50) đã được đo ở mức 1,91 mg / kg (khi sử dụng albumin huyết thanh 0,1% trong nước muối thay vì chỉ dùng nước muối) khi tiêm dưới da. Nọc độc của nó không đặc biệt độc hại với chuột, nhưng nó được sản xuất với số lượng rất lớn: một con rắn mulga lớn có thể cung cấp 150 mg trong một vết cắn, trong khi so sánh, rắn hổ trung bình chỉ tạo ra 10–40 mg khi được vắt nọc độc.
Antivenin rắn đen được sử dụng để điều trị vết cắn từ loài này, sau khi bộ phát hiện nọc độc CSL đã trả lại kết quả cuối cùng cho việc tiêm men mulga, và các dấu hiệu cho thấy việc sử dụng antivenin là bắt buộc.
Rắn độc thường chỉ tấn công con người khi bị quấy rầy. Tuy nhiên, rắn Mulga đã được ghi nhận để cắn những người đang ngủ lúc đó.

## Hình ảnh

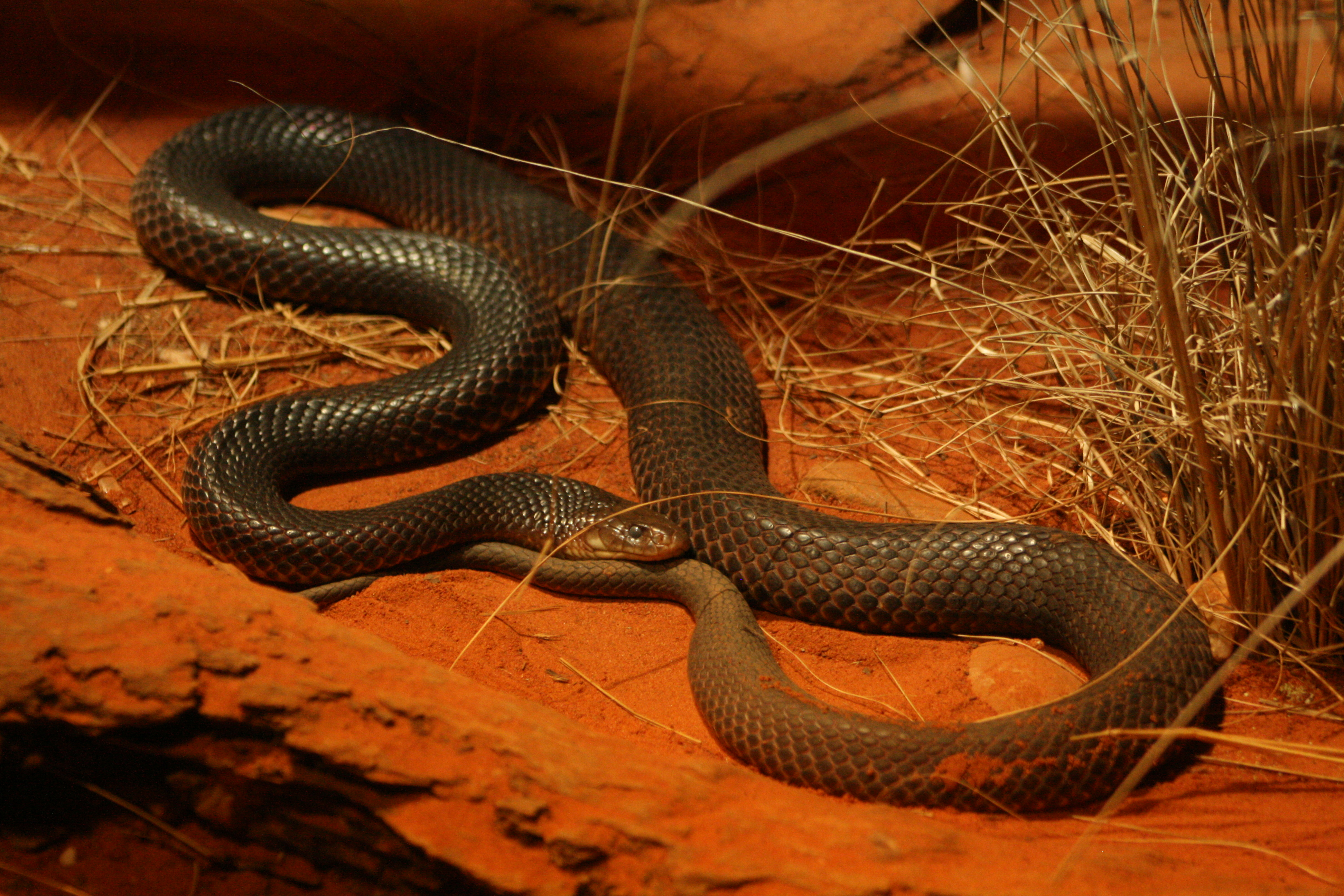
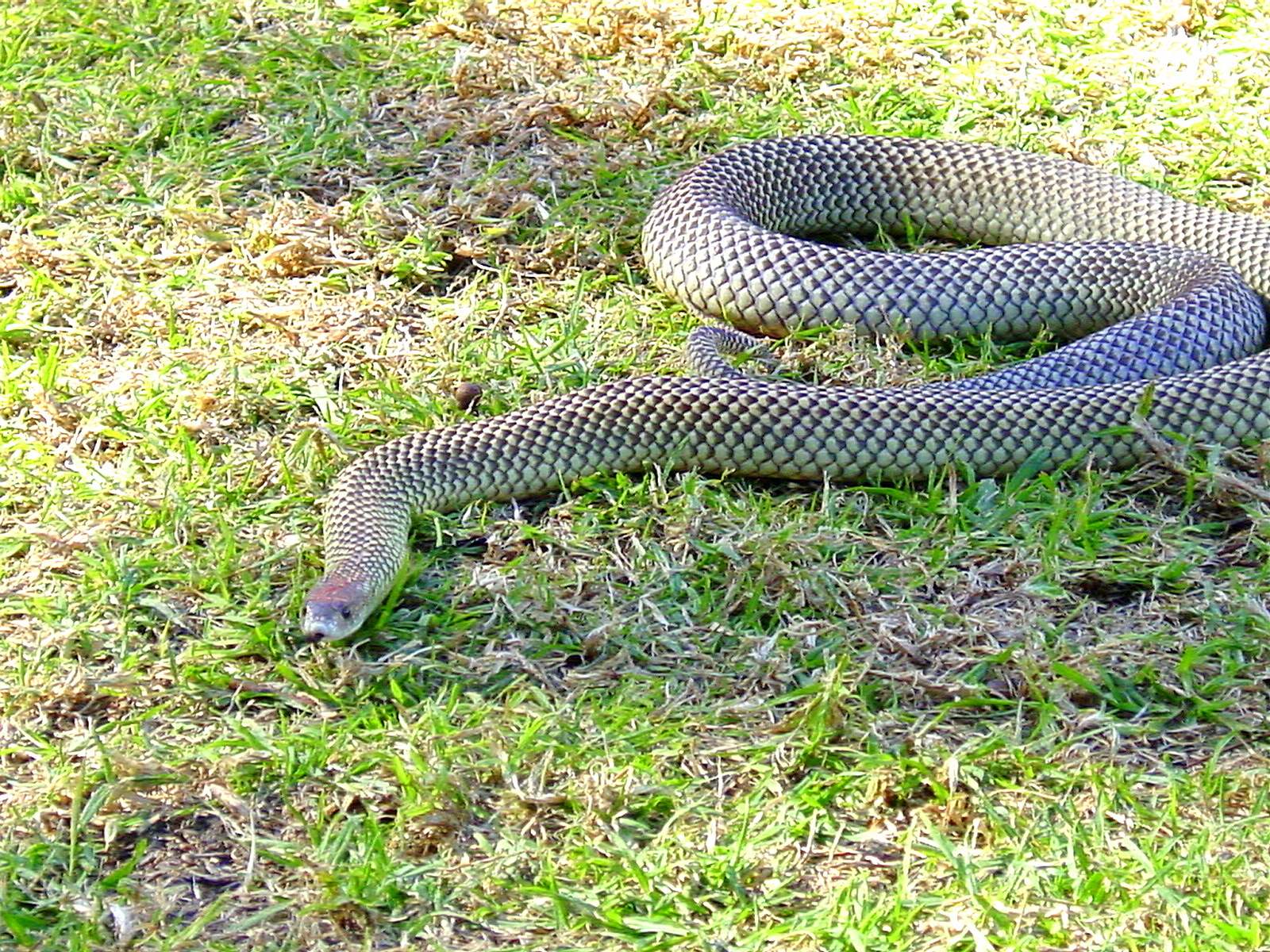
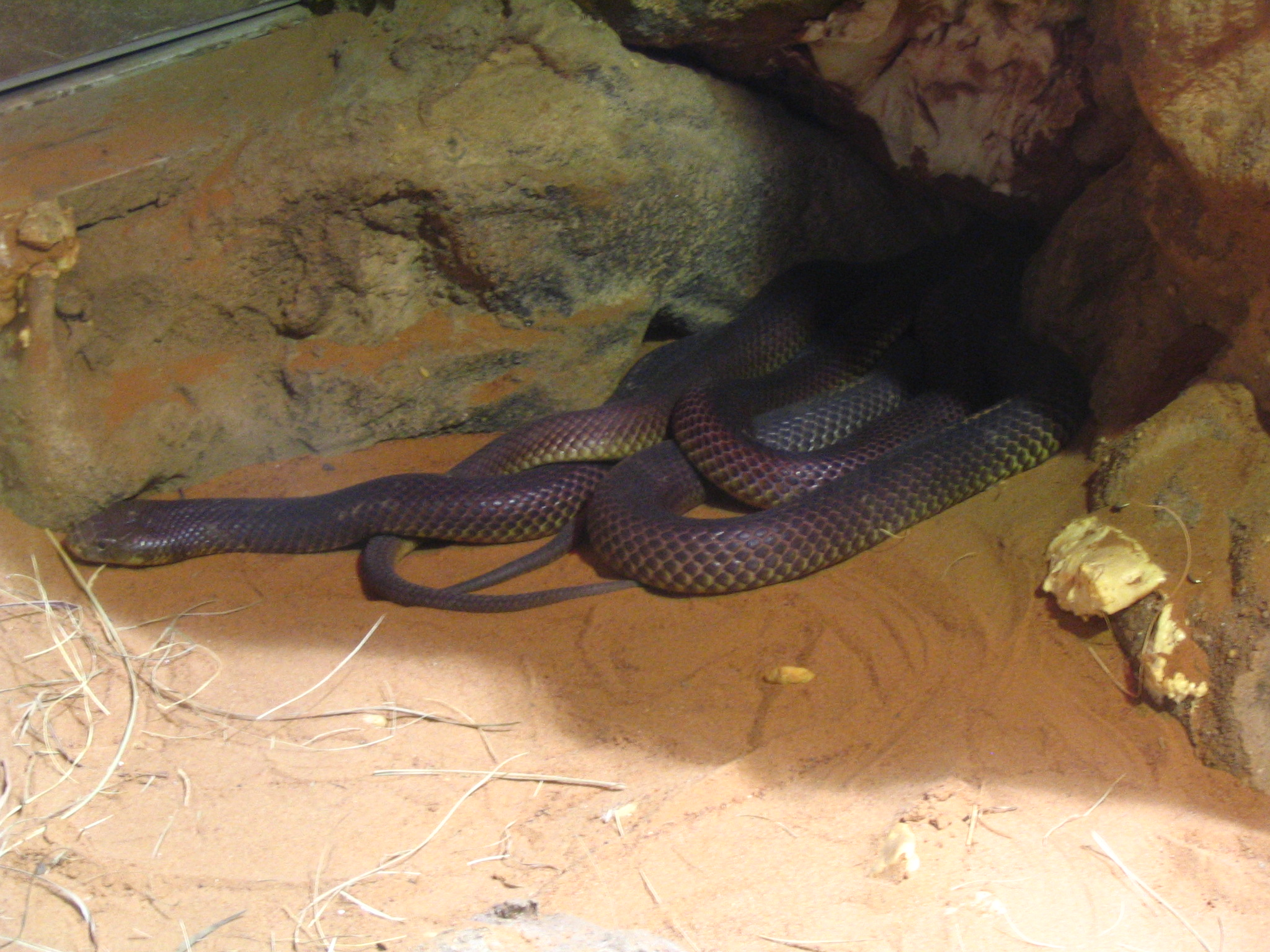
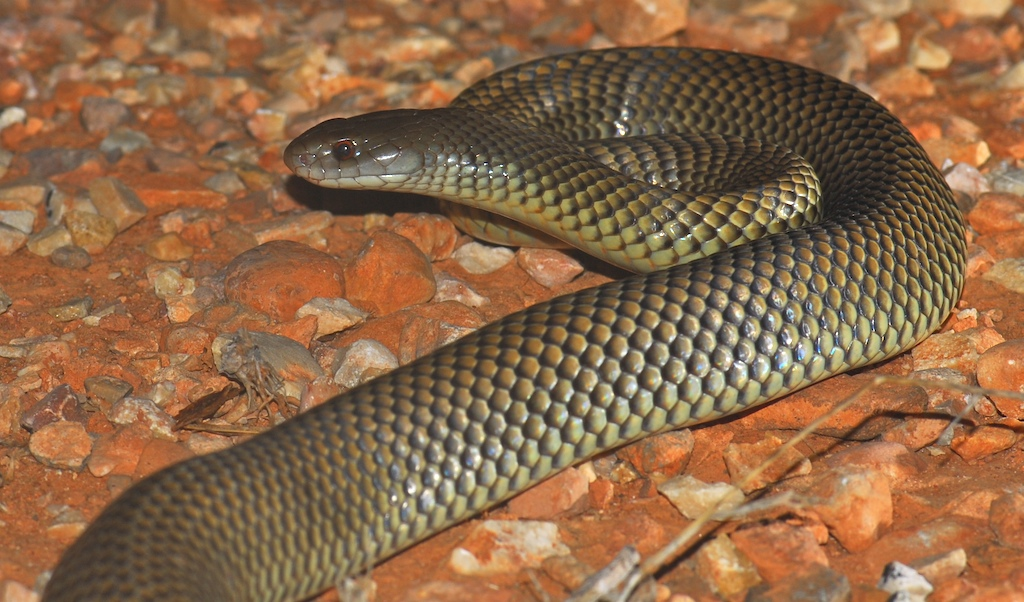